# Breitenbach (Ebermannstadt)

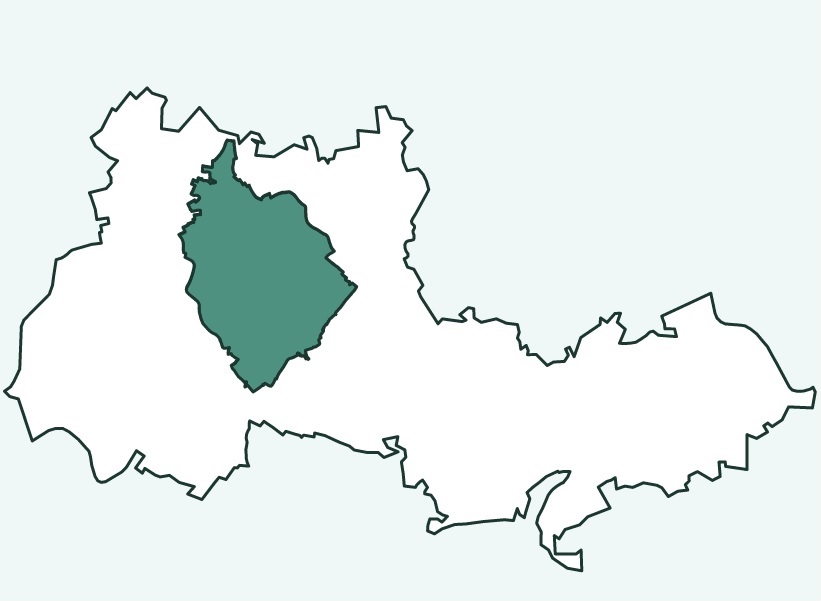
Lage der Gemarkung Breitenbach im Stadtgebiet von Ebermannstadt

Breitenbach ist ein Gemeindeteil der Stadt Ebermannstadt im Landkreis Forchheim (Oberfranken, Bayern).
Breitenbach war ehemals eine Gemeinde; deren Gebiet ist nahezu deckungsgleich mit der Gemarkung Breitenbach.

## Geografie
Das Dorf in der Wiesentalb liegt unmittelbar nordwestlich von Ebermannstadt auf einer Höhe von 293 m ü. NHN. Breitenbach ist vollständig mit Ebermannstadt zusammengewachsen, die Trennlinie zwischen den Siedlungsgebieten beider Orte bildet die Wiesent. Das Dorf war der einzige Wohnplatz der ehemaligen Gemeinde. Diese hatte 1925 laut dem letzten vor der Eingemeindung von 1939 erschienenen Ortschaften-Verzeichnis eine Fläche von 660,92 Hektar und eine Bevölkerung von 403. Die Fläche der heutigen Gemarkung ist mit 666,08 Hektar weitgehend deckungsgleich mit der der ehemaligen Gemeinde und hatte beim Zensus am 9. Mai 2011 eine Bevölkerung von 2738 Personen.

## Geschichte
Die erste urkundliche Erwähnung von Breitenbach war 1174, in einer weiteren Nennung wurde der Ort 1194 als „Breitinbach“ bezeichnet. Bis zum Beginn des 19. Jahrhunderts unterstand der Ort der Landeshoheit des Hochstifts Bamberg. Die Dorf- und Gemeindeherrschaft übte das Amt Ebermannstadt als Vogteiamt aus. Auch die Hochgerichtsbarkeit stand diesem Amt als Centamt zu.
Als das Hochstift Bamberg infolge des Reichsdeputationshauptschlusses 1802/03 säkularisiert und unter Bruch der Reichsverfassung vom Kurfürstentum Pfalz-Baiern annektiert wurde, wurde Breitenbach Bestandteil der bei der „napoleonischen Flurbereinigung“ in Besitz genommenen neubayerischen Gebiete.
Durch die Verwaltungsreformen zu Beginn des 19. Jahrhunderts im Königreich Bayern wurde Breitenbach mit dem Zweiten Gemeindeedikt 1818 ein Teil der Ruralgemeinde Ebermannstadt. 1939 wurde Breitenbach nach Ebermannstadt eingemeindet.

## Wirtschaft und Infrastruktur
Ein großer Teil der öffentlichen Einrichtungen Ebermannstadts liegt in der Breitenbacher Gemarkung:
sämtliche Schulen, Kindergärten, katholische und evangelische Kirche, Krankenhaus, Feuerwehrhaus sowie die Unternehmen Kennametal Hertel AG.
Bis 2023 gab es im Ort einen Betrieb der Bayerischen Milchindustrie mit zuletzt 84 Beschäftigten im Ort.

## Verkehr
Die Bundesstraße 470 durchquert den Südostrand von Breitenbach; von dieser zweigt die durch den nördlichen Ortsbereich führende Staatsstraße 2260 ab. Innerhalb des Ortes endet die dort in die Staatsstraße einmündende Kreisstraße FO 41. Der ÖPNV bedient das Dorf an mehreren Haltestellen der Buslinien 221 und 389 des VGN. Der nächstgelegene Bahnhof befindet sich in Ebermannstadt, der Endbahnhof der Wiesenttalbahn.
Durch den Ort verläuft der Fränkische Marienweg.

## Baudenkmäler

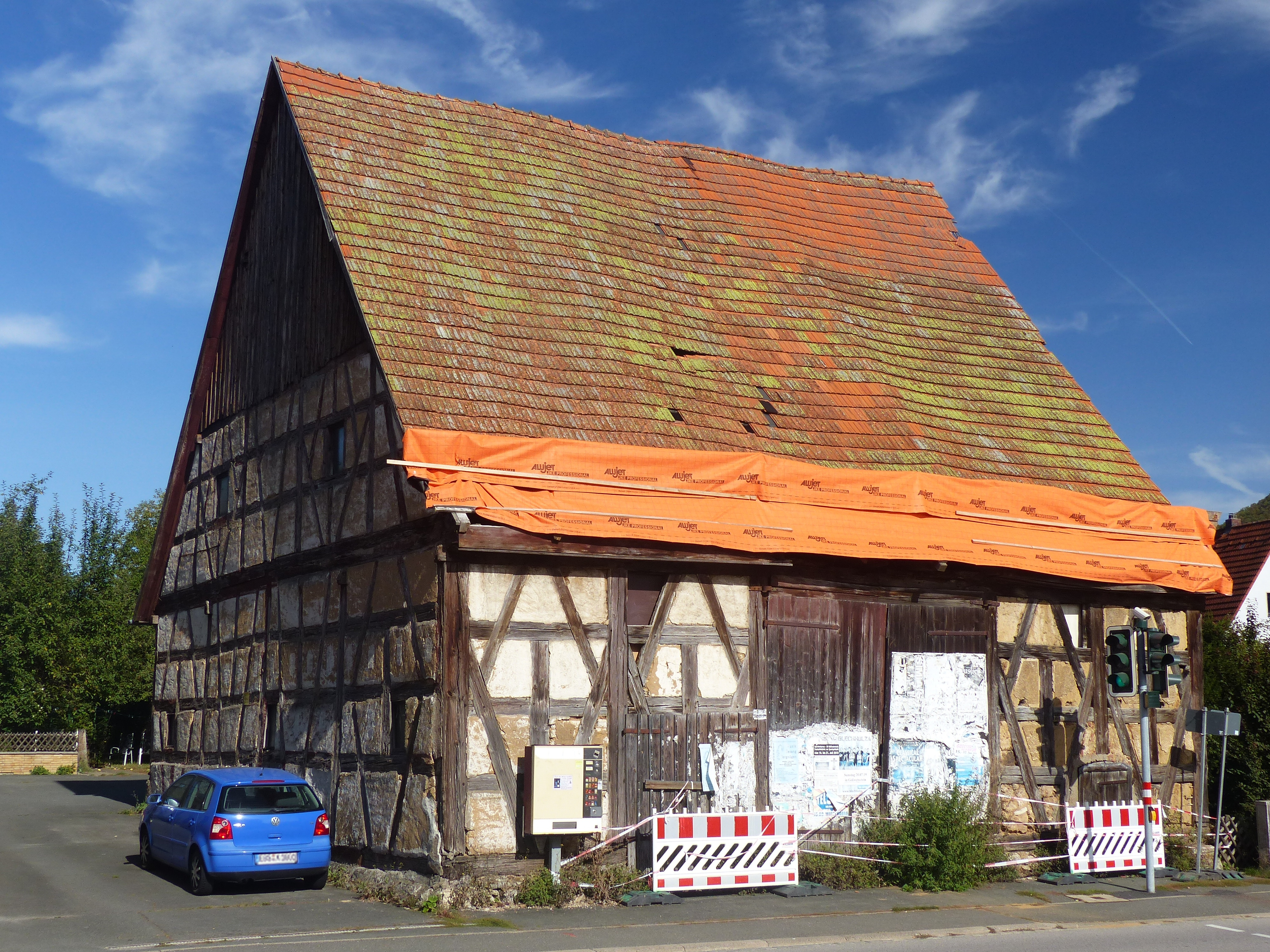
Traufständiger Fachwerkstadel aus dem 18. Jahrhundert

In und um Breitenbach gibt es mehrere denkmalgeschützte Objekte, darunter das ehemalige fürstbischöfliche Kastenamt und ein traufständiger Fachwerkstadel, der aus dem 18. Jahrhundert stammt.